# 白承勳 (野球)
白 承勳（ベク・スンフン、朝鮮語: 백승훈、1980年5月16日 - ）は韓国プロ野球に所属していた大韓民国出身の元プロ野球選手（内野手）。彼の父親は元野球指導者の白基成である。

## 経歴

### アマチュア時代
大学時代までは速い足を基に守備と走塁に強みがある選手という評価を受けたが、背が176cmと当時の選手団のうちでは低い方であり、体格もそんなに大きい方ではなかった。 

### 斗山時代
2003年に斗山ベアーズに入団した。
2004年には5試合に出場。正規シーズン中は1打数無安打の結果だったが同年プレーオフ4回戦で林昌勇から安打を打ち、これが彼が一軍公式戦で記録した最初で唯一のヒットになった。
2005年に斗山から戦力外になった。

### 起亜時代
2006年に起亜タイガースに移籍し、翌年に引退した。

### 引退後
現在は二軍リーグの中継解説委員をしている。

## 詳細情報

### 年度別打撃成績
| 年 度    | 球 団    | 試 合 | 打 席 | 打 数 | 得 点 | 安 打 | 二 塁 打 | 三 塁 打 | 本 塁 打 | 塁 打 | 打 点 | 盗 塁 | 盗 塁 死 | 犠 打 | 犠 飛 | 四 球 | 敬 遠 | 死 球 | 三 振 | 併 殺 打 | 打 率 | 出 塁 率 | 長 打 率 | O P S |
| -------- | -------- | ----- | ----- | ----- | ----- | ----- | -------- | -------- | -------- | ----- | ----- | ----- | -------- | ----- | ----- | ----- | ----- | ----- | ----- | -------- | ----- | -------- | -------- | ----- |
| 2003     | 斗山     | 2     | 0     | 0     | 0     | 0     | 0        | 0        | 0        | 0     | 0     | 0     | 0        | 0     | 0     | 0     | 0     | 0     | 0     | 0        | ----  | ----     | ----     | ----  |
| 2004     | 斗山     | 5     | 1     | 1     | 0     | 0     | 0        | 0        | 0        | 0     | 0     | 0     | 1        | 0     | 0     | 0     | 0     | 0     | 0     | 0        | .000  | .000     | .000     | .000  |
| KBO：2年 | KBO：2年 | 7     | 1     | 1     | 0     | 0     | 0        | 0        | 0        | 0     | 0     | 0     | 1        | 0     | 0     | 0     | 0     | 0     | 0     | 0        | .000  | .000     | .000     | .000  |

### 出身学校
- 1996年 - 1999年、大田高等学校
- 1999年 - 2003年、東国大学校 (1992学番)

### 背番号
- 31 （2003年 - 2005年）